# Erika Lahmann
Erika Lahmann (* 30. Juni 1927 in Magdeburg; † 2015) war eine deutsche Malerin und Grafikerin.

## Leben und Werk
Erika Lahmann arbeitete nach dem Schulabschluss ab 1943 als Kinderpflegerin, Zugabfertigerin und als Arbeiterin in der Schmiede des Reichsbahnausbesserungswerks Magdeburg. Ab 1946 malte und zeichnete sie in Laienzirkeln, und sie leitete dann den Zirkel im VEB Stahl- und Walzwerk Gröditz.
1950 wurde sie zum Studium an das Institut für angewandte Künste – Werkstätten der Burg Giebichenstein in Halle/Saale delegiert. Enttäuscht von den damals dort üblichen Lehrmethoden und der Haltung der Lehrer ging sie nach einem Jahr an die Hochschule für Grafik und Buchkunst Leipzig. Von 1953 bis 1959 studierte sie in Leningrad am Repin-Institut für Malerei, Bildhauerei und Architektur, der wohl bedeutendsten akademischen Kunstschule der Sowjetunion. Als eine der besten Absolventinnen reiste sie 1959 für ein Jahr nach Peking. Der Berufsstart wurde für sie bei der Rückkehr nach Berlin allerdings schwer. Anders als bei Absolventen der Hochschulen der DDR, die zumeist Unterstützung beim Berufsbeginn erhielten, hatte niemand an sie gedacht. Der Verband Bildender Künstler der DDR (VBK) nahm sie erst einmal nicht auf. Damit war eine Arbeit als freischaffende Künstlerin nicht möglich. Sie arbeitete vorübergehen künstlerisch im VEB Berliner Straßen- und Gleisbau und erhielt dann dort einen Werkvertrag. Auf Fragen der von ihr gezeichneten Arbeiter sagte sie: „Ich wollte euch so zeigen, wie ich euch erlebt habe, und deshalb habe ich euch nicht einfach gezeichnet, wie ihr zufällig bei dieser oder jener Tätigkeit ausseht, sondern versucht, bestimmte wichtige Eigenschaften besonders hervorzuheben.“ Die Mitglieder der Asphaltier-Brigade Hesse  waren so von ihrer Persönlichkeit und ihrer Tätigkeit angetan, dass sie Erika Lahmann zum Brigademitglied erklärten.
Mit Ende 30 studierte Erika Lahmann Pädagogik und unterrichtete dann als Kunsterzieherin an Schulen. Nachdem sie 1974 in den VBK aufgenommen worden war, arbeitete sie in Berlin-Friedrichshain freischaffend als Malerin und Grafikerin und erhielt auch Aufträge von volkseigenen Betrieben, so 1984 vom VEB Kombinat Kraftwerksanlagenbau.
Sie schuf mit Vorliebe Zeichnungen und Radierungen, aber auch Ölgemälde. „Ich habe Stadtansichten gemacht und gut davon gelebt.“

## Mitgliedschaften
- 1974 bis 1990: Verband Bildender Künstler der DDR
- ab 1992: Bundesverband Bildender Künstlerinnen und Künstler (BBK)

## Werke (Auswahl)
- Peter träumt von den Maschinen auf der Leipziger Messe (Schabezeichnung)[5]
- Aktivist Josef Beinhauer (Schabezeichnung)[6]

## Ausstellungen (mutmaßlich unvollständig)

### Einzelausstellungen
- 1979: Berlin, Zentrales Haus der Deutsch-Sowjetischen Freundschaft („Erika Lahmann - unsere Freundschaft. Radierungen von ihren Aufenthalten in der Sowjetunion“)
- 1989: Berlin, Alfred-Brehm-Haus des Tierparks Friedrichsfelde[7]
- 2001: Berlin, Galerie Stufe 85 („Zehn Jahre Bilanz“)

### Teilnahme an zentralen und wichtigen regionalen Ausstellungen in der Sowjetischen Besatzungszone bzw. in der DDR
- 1946: Magdeburg, Magdeburger Museen („Kleine Sonderschau“ des Künstlernachwuchses in der „Ausstellung der bildenden Künstler des Bezirks Magdeburg“)
- 1975 und 1979: Berlin, Bezirkskunstausstellungen